# Áreas protegidas de Somalia

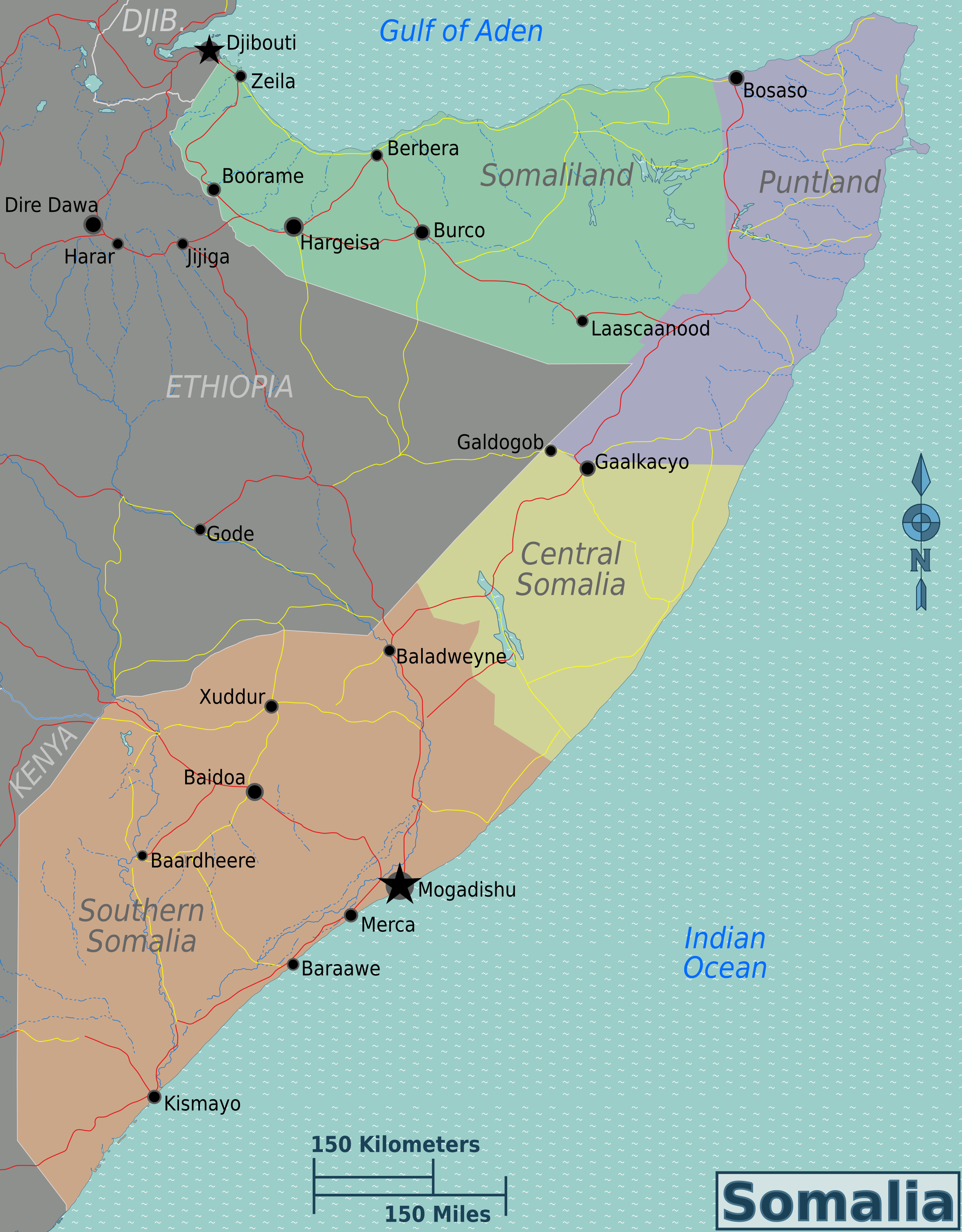
Mapa de las regiones de Somalia

En 2017, Somalia no formaba parte del proyecto para la conservación del Patrimonio de la Humanidad, ni de la Convención Ramsar para la protección de humedales ni del proyecto MAB de la Unesco sobre el Hombre y la Biosfera basado en la Red Mundial de Reservas de la biosfera. No obstante, en la segunda década de 1980 se inició un programa de creación de parques nacionales que se detuvo con la guerra civil en 1991. Fue retomado de nuevo por el presidente Hassan Sheikh Mohamud, que creó el primer parque nacional; dejó el cargo en 2017.
En 2024, según la IUCN, había 21 áreas protegidas en Somalia, la extensión de las cuales sigue son estar claramente determinada. Con todo, hay 12 parques nacionales y 9 reservas naturales.

## Parques nacionales

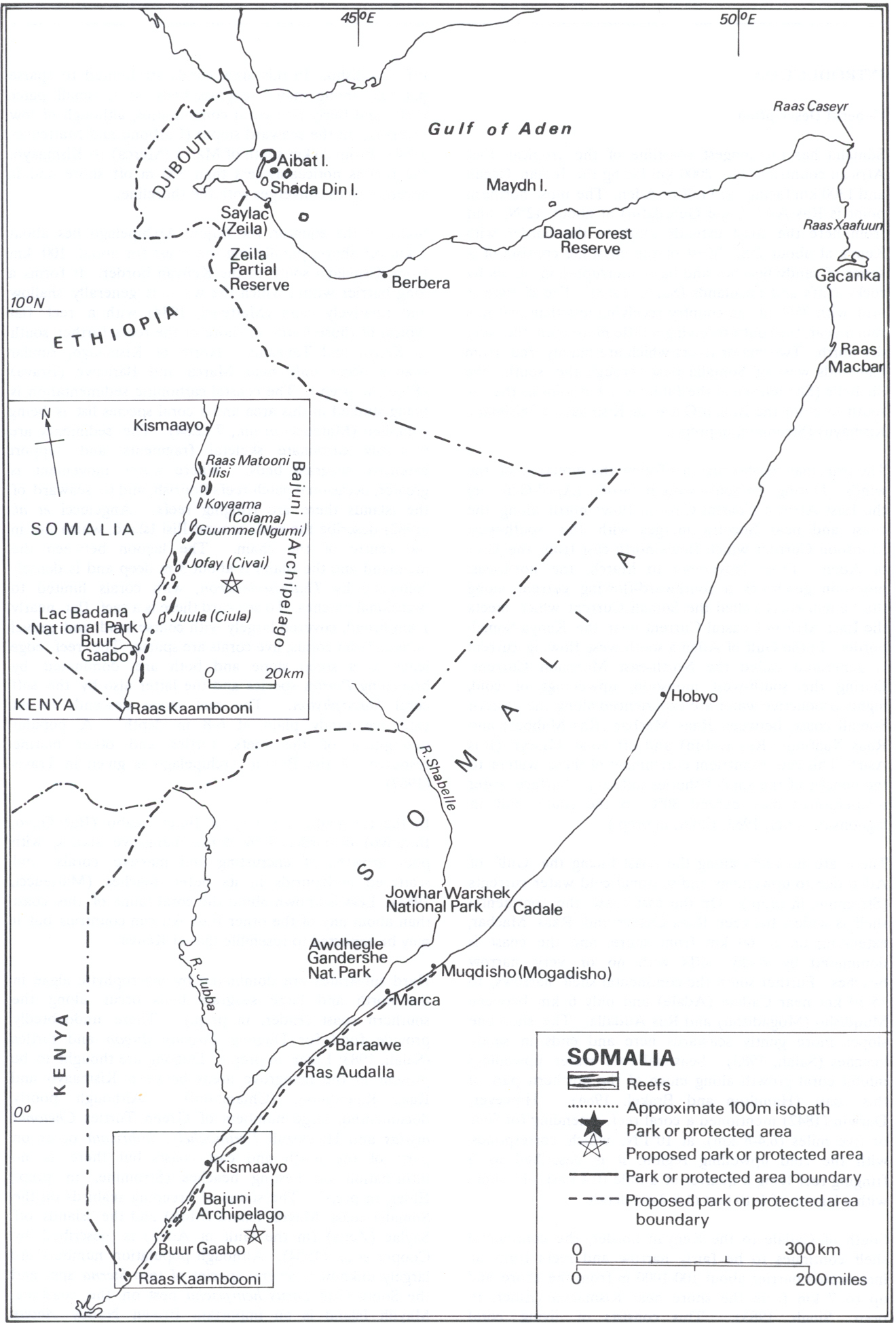
Áreas protegidas de Somalia

- Parque nacional del lago Badana (también conocido como Bushbushle National Park), 3340 km², al sur del país a lo largo de la costa, primer parque nacional de Somalia en los años 1980, adyacente a la Reserva nacional de Boni, en Kenia, frente a la pequeña ciudad de Ras kambini. Arrecifes de coral en la costa, en tierra cactáceas y suculentas, de las que 20 son endémicas.[3] La reserva natural y la zona IBA de importancia para las aves, mencionadas más abajo, amplia la zona protegida.

- Parque nacional del monte Daallo (Buuraha Daalo) o bosque de Daalo, 250 km², en el norte, región de Sanaag en Somalilandia, en la base del monte Shimbiris, al norte de la sierra de Cal Madow. Es una prolongación de las montañas Ogo,[4] La reserva se extiende desde la costa formando un escarpe que asciende hasta las tierras altas. En la cima, caen 650 mm.[5] El bosque de Daalo, en los acantilados, es el reino de la Boswellia frereana, también conocida como reina del olíbano o del francoincienso por su fuerte contenido aromático.[6] Otros árboles son Juniperus procera, Buxus hildebrandtii, Olea chrysophylla, Sideroxylon buxifolium[7] y Dracaena ombet. Hay numerosas aves, como el francolín del Orange, damanes, etc. Los locales dicen haber visto hienas y leopardos.[8]

- Parque nacional de Arbawerow

- Parque nacional de Baraako Madow. Aparece en BirdLife International dentro de la IBA Aangole-Farbiito de 1100 km2 como parque nacional propuesto, a lo largo del río Juba, entre las poblaciones de Bu’aale y Jilib. Incorporaría las dos reservas forestales de ribera de Barako Madow (140 ha) y Shoonto (267 ha), a lo largo del río, con especies como Ficus, Mimusops, Diospyros y Sorindeia spp, que alcanzan los 15-25 m de altura con un sustrato denso de enredaderas. El bosque de galería tiene unos 100 m de anchura, más allá, tras una zona de transición con Newtonia, Balanites y Hyphaene spp. hay una zona extensa de arbustos y matorrales de Acacia y Dobera spp, con prados degradados y palmeras aisladas. En la zona IBA hay cultivos de maíz, sorgo.legumbres y sobre todo sésamo. Hay al menos diez pueblos en los límites del parque y diversos asentamientos, pastores nómadas y colmenas. Entre los mamíferos, teniendo en cuenta que hac frontera con el parque nacional del lago Badana, hay hiena manchada, hiena rayada, duíker rojo de Harvey, cefalofo de Natal, kudú menor, cobo de agua, gacela de Waller y gacela de Clark. Entre los peces, Pardiglanis tarabinii y Barbus gananensis, ambos en el río Juba.[9]

- Parque nacional de Buloburto

- Parque nacional de Ga'an Libah. Es una cordillera y sitio arqueológico situado en la región de Maroodi Jeex, al oeste de Somalia, cerca de los montes Golis. En sus vertientes nace el río estacional Togdheer, que fluye a través de la ciudad de Burao en el valle de Nugaal. No lejos de Laas Geel y a 100 km al este de Hargeisa. Se halla al oeste de las montañas septentrionales de Somalia, que se extienden paralelas a la costa del cuerno de África. La vegetación incluye matorral perenne y semicaduco. y grupos de matorrales en las zonas bajas, dominadas por Buxus hildebrandtii, con una extensión de 200 km². Los matorrales de enebro, en las zonas altas, cubren unos 300 km2. Entre los mamíferos, hay babuinos, saltarrocas, beiras y gacelas dorca. También hay numerosas cuevas decoradas con arte rupestre.[10]

- Parque nacional de Hobyo. Es un desierto de 26.200 km2 que incluye un cinturón de dunas de 10 a 15 km de anchura hacia el interior, a lo largo de 800 km de la costa del océano Índico. Las dunas están formadas de arena blanca y anaranjada que alcanzan 60 m de altura. Son geológicamente recientes sobre una base de rocas precámbricas, con algunos afloramientos de caliza entre las dunas. En el interior hay sabana seca y matorral semidesértico. Clima seco, muy cerca del ecuador, entre 2o y 5o de latitud norte, con unos 200 mm de lluvia entre abril y junio, cuando la zona de convergencia intertropical se desplaza hacia el norte. La población es dispersa, con su mayor núcleo en Mogadiscio, al sur. Entre la fauna, el dicdic de Piacentini y el Chlorotalpa tytonis son endémicos. Es hogar de varios tipos de antílopes endémicos del Cuerno de África, la gacela de Clark, la gacela de Soemmerring, el dicdic de Salt y la gacela de Speke. Hay dos especies de aves endémicas de la región, la alondra de Ash y la alondra de Obbia.[11]

- Parque nacional de las'anod

- Parque nacional de Ras Hafun. 2571 km2. También conocido como cabo Hafun (Somalí: Ras Xaafuun, Arabic: رأس حافون, Italian: Capo Hafun), es un promontorio en el nordeste de la región de Bari, en el estado de Puntlandia, en Somalia. Es el punto más oriental de África. Costa rocosa, playas y manglares respaldados tierra adentro por tierras bajas llanas de sabana árida con matorrales. Está unido al pueblo de Foar por un tómbolo de 20 km. El pueblo pesquero de Hafun está en el promontorio, a 2 km al este del tómbolo. Por latitud está limitado al norte por el canal de Guardafui y al sur por el mar de Somalia.[12]
- Parque nacional de Shoonto
- Parque nacional de Taleh-El Chebet

- Parque nacional de Zayla. Zayla o Zeila es un puerto histórico en el norte de Somalia, en Somalilandia.

- Parque nacional Jilib, 9,5 km2, en el centro, en la costa. Zona de conflicto.[13] No aparece en el listado de la IUCN con este nombre. No obstante, se considera el primer parque nacional, creado en la década de 1970 con la intención de crear una industria turrística en la zona, junto a la carretera que une Mogadiscio y Jilib, al sur del país, cerca de Haranka. Hoy quedaría dentro de la zona del parque nacional y reserva del lago Badana, cuya descripción más abajo detalla la vegetación y la fauna. En el río Juba, en Jilib, hay cocodrilo del Nilo, serpiente pitón, camaleones, mambas negras, cobras y víboras bufadoras.

- Parque nacional Kismayo (también Haabar Waalid) en el sur, en Sanaag, conocido por los enfrentamientos entre la guerrilla y el ejército; a 20 km del pueblo de Kismayo; leones, cebras, etc.[14] No aparece en el listado de la IUCN con este nombre. Otro pequeño parque absorbido por el parque nacional y reserva del lago Badana. Durante la guerra se produjo un exterminio de la fauna.[15]

- Parque nacional Hargeisa, en el norte, cerca de la ciudad de Hargeisa y de las cuevas de Laas Geel.[16]

## Reservas naturales
- Reserva natural del lago Badana, 3340 km2. Coincide con el parque nacional del lago Badana, en la región de Jubbada Hoose. En la IUCN, se denomina como parque nacional de Bushbushle, porque el lago Badana se conoce también como lago Bushbush. Las zonas interiores más secas comprenden hasta 1000 km2 de sabana de Acacia–Commiphora y, en la costa, hasta 50 m de altitud, unos 2000 km2 de mosaico de sabana arbolada en suelos calizos y arenosos. En el extremo sur, se toca con el bosque tropical que sigue la costa desde Kenia. En el bosque de Hola Wajeer, por ejemplo, dominan Afzelia quanzensis, Cecchia somalensis, Delonix elata y Parkia filicoidea, con alturas que van de 10 a 25-30 metros. Hay algunos parches de palmeras Hyphaene. En la costa, hay unos 340 km2 de manglares, compuestos principalmente por Bruguiera gymnorrhiza, Ceriops tagal, Lumnitzera racemosa, Rhizophora mucronata y Sonneratia alba, centrados en los estuarios de tres pequeños ríos cercanos. En el interior no faltan las fuentes de agua. En la costa, se encuentra el archipiélago Bajun, una serie de islas paralelas a la costa, como las islas Bajuni y los islotes Raas Matooni Ilisi, Koyaama, Guumme, Jofay y Juula, que se extienden hacia el nordeste hasta Kismaayo. Entre las islas y la costa hay una barrera de arrecifes de coral. Entre las aves, destaca el  carricero de Basora como visitante invernal, así como varios tipos de charranes en los bajíos de las islas y en la costa, además de especies del bioma somalí-masái como la alondra pechirrosa, el zorzal ceniciento, la viuda metálica y el estornino de Shelley. Entre los mamíferos, la musaraña elefante de trompa dorada, la hiena manchada, el licaón, leones, guepardos, elefantes, rinoceronte negro, jirafas, orix, gacelas, etc., toda la fauna africana típica, así como dugongos en la zona de las islas Bajun, donde también hay tortugas.[17]

- Reserva natural de Awdhegle-G
- Reserva natural de los pantanos de Boja
- Reserva natural de Dandoole
- Reserva natural de Eji Obaale
- Reserva natural de Far Wamo
- Reserva natural de Haradere
- Reserva natural de Jowhar
- Reserva natural del lago Dare

## Otras áreas protegidas
- Reserva de caza de Cabdibille
- Parque nacional de Waamo Idow
- Gargantas de Mataan Robley
- Ruinas de Caslishoraa
- Fortaleza de Robaa Galmo